# Phalaenopsis corningiana
Phalaenopsis corningiana (можливі українські назви Фаленопсис Корнінг, або Фаленопсис корнінгіана) - епіфітна трав'яниста моноподіальна рослина родини орхідних (Orchidaceae).
Вид не має усталеної української назви, в україномовних джерелах зазвичай використовується наукова назва Phalaenopsis corningiana.

## Синоніми
- Phalaenopsis cumingiana Rchb. f. 1881
- Phalaenopsis sumatrana var. sanguinea Korth. & Rchb. f. 1860
- Polychilos corningiana (Rchb. f.) Shim 1982

## Біологічний опис
Стебло укорочене, повністю приховане основами листя. 
 Квітконіс довший за листя, багаторічний. 
 Квіти щільної текстури, зірчасті, мають солодкий аромат, 5-6 см в діаметрі. Сепалії і петалії зеленувато-жовтуваті або кремового кольору з темно-коричневими або червоними смужками, зливаються, губа малинова або кармінного кольору біля основи і в центрі, по краях біла. 

Від Phalaenopsis sumatrana відрізняється деталями будови губи і ароматом. 
 Сезон цвітіння - літо.

## Ареал, екологічні особливості
Борнео. 
 Епіфіт, рідше літофіт. 
 Зустрічався в 3-6 метрах від землі на не високих, вкритих мохом деревах і на вапнякових скелях поблизу водних потоків, на висотах від 450 до 600 м над рівнем моря. 

У природі цей вид цілий рік зростає при денних температурах 27-30°С і нічних: 20°С і відносної вологості повітря 80-88%. Кількість опадів в місцях природного зростання від 180 до 400 мм. 

В даний час вважається повністю зниклим в дикій природі. 

## Історія
Названий на честь Еразма Корнінга, європейського колекціонера орхідей. Назву затвердили на прохання Гаррі Вейтча, для якого Е. Корнінг був постійним клієнтом.

## У культурі
Разом з Phalaenopsis violacea, Phalaenopsis mariae і Phalaenopsis lueddemanniana, це один з видів з найприємнішим ароматом квітів. 
 Температурна група - тепла.  

Відносна вологість повітря 50-80%. У природі нічна конденсація рясно покриває всю рослину. У культурі рекомендується використовувати зволожувач повітря. 

Відцвілий квітконіс відрізати не слід, тому що, нарощуючи його, рослина цвіте кілька років.
Вимоги до освітлення: 800-1200 FC, 8608-12912 lx.
Додаткова інформація про агротехніку у статті Фаленопсис.

## Деякі первиннігібриди
- Acajou (Червоне дерево) - viridis х corningiana (Luc Vincent) 1995
- Asiani - corningiana х kunstleri (Atmo Kolopaking) 1985
- Belle de Cernier - amabilis х corningiana (Luc Vincent) 1997
- Corning's Bell - corningiana х bellina (Orchids Ltd (RJ. Quené)) 2006
- Corning's Violet - violacea х corningiana (C. Sheviak) 1976
- Corning-Ambo - corningiana х amboinensis (Richard Y. Takase) 1984
- Double Eagle (Двоголовий орел) - corningiana х sumatrana (Irene Dobkin) 1974
- Dragon's Fire (Вогонь дракона) - venosa х corningiana (Dragon Fire Orchids) 1992
- Equicorning - equestris х corningiana (Masao Kobayashi) 1996
- Martell Rot - modesta х corningiana (Martell Orchids) 1984
- Memoria Margarete Buchholz - corningiana х gigantea (Orchideenkulturen Elisabeth Bau) 1987
- Ovin Hendriyanti - sanderiana х corningiana (Atmo Kolopaking) 1982
- Seleraku - celebensis х corningiana (Atmo Kolopaking) 1989
- Sulastini - corningiana х javanica (Atmo Kolopaking) 1983
- Widodo - corningiana х fimbriata (Atmo Kolopaking) 1981